# Semana Santa en Las Palmas de Gran Canaria

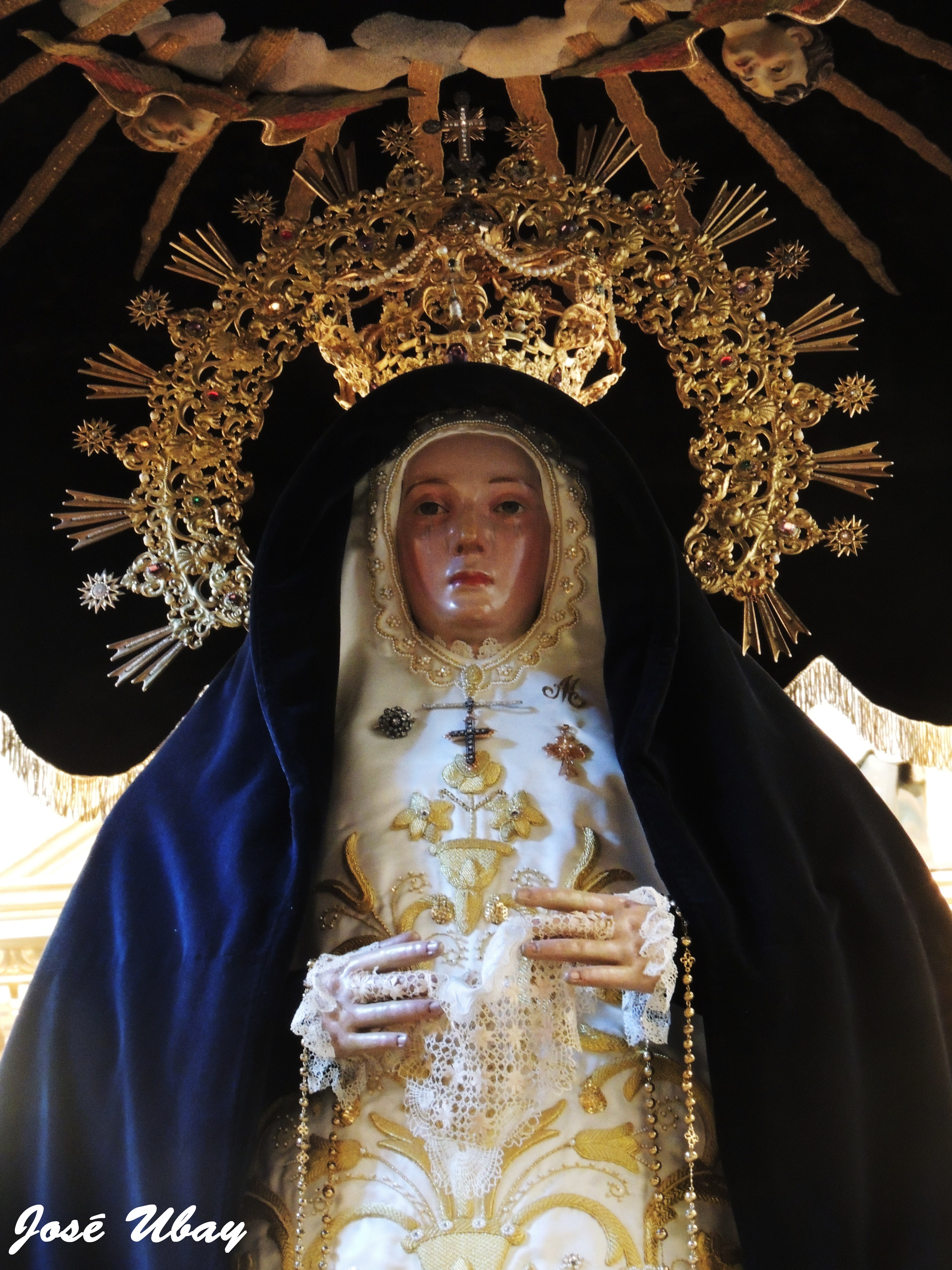
Nuestra Señora de la Soledad de la Portería Coronada, imagen de profunda devoción y arraigo en la isla de Gran Canaria y goza también de una gran devoción de personas venidas de otras islas Canarias, su procesión del retiro y silencio es la procesión por antonomasia de la Semana santa de la ciudad.

La Semana Santa de Las Palmas de Gran Canaria es celebrada en la ciudad que lleva su nombre, en la isla de Gran Canaria. Abarca el período desde el Domingo de Ramos al Domingo de Resurrección. La Semana Santa de Las Palmas de Gran Canaria tiene su origen en 1478 con la fundación de la ciudad capitalina.

## Historia
El origen de la Semana Santa de Las Palmas de Gran Canaria se remontan a los orígenes fundacionales de la ciudad de Las Palmas de Gran Canaria en 1478. A poco de terminada la conquista de la isla comenzaron las fundaciones conventuales de franciscanos y dominicos y fueron los religiosos de ambas órdenes, especialmente los franciscanos, los que más fomentaron el culto a la pasión de Cristo.
Antes de 1579 ya estaba establecida en la ermita de Vegueta de la Vera Cruz una cofradía consagrada al culto del Santísimo Cristo de la Vera Cruz, era una congregación de sangre en la que los hermanos se flagelaban mientras estaba la procesión en las calles de Vegueta. Ocho años después, 1587, llegó a Las Palmas de Gran Canaria el documento solemne suscrito por el cardenal Alejandro Farsenio, obispo de Ostia, por el que se hacían partícipes a los hermanos de la cofradía del Crucificado del monasterio de san Francisco de Asís de Las Palmas de Gran Canaria, de las gracias espirituales concedidos por el papa Gregorio XIII.
La Semana Santa de Las Palmas se divide en cuatro épocas:
- Primera época: Abarca desde el siglo XVI hasta el 1599, fecha en que las tropas de Van der Does incendiaron las iglesias conventuales de san Francisco y santo Domingo. Las llamas no alcanzaron a las ermitas de Nuestra Señora de los Remedios y del Santísimo Cristo de la Vera Cruz, pudiendo salvarse las efigies del Señor de la Humildad y Paciencia y el Santísimo Cristo de la Vera Cruz.[6]

- Segunda época: Se inicia en el siglo XVII y se prolonga hasta 1787, año en que se sitúa la aparición de las primeras imágenes esculpidas por José Luján Pérez. Comprende la época áurea del barroco canario. En esta etapa las cofradías desempeñaron un papel importante, destacando la Cofradía de Nuestra Señora del Rosario de Vegueta en santo Domingo, la Cofradía de Nuestra Señora de la Soledad de la Portería y la Venerable Orden Tercera en San Francisco. En este periodo es importante destacar el patrimonio artístico de la Semana Santa como es el Santísimo Cristo del Granizo para Santo Domingo y una escultura de san Juan Evangelista y una cabeza de san Pedro para san Francisco.[6]

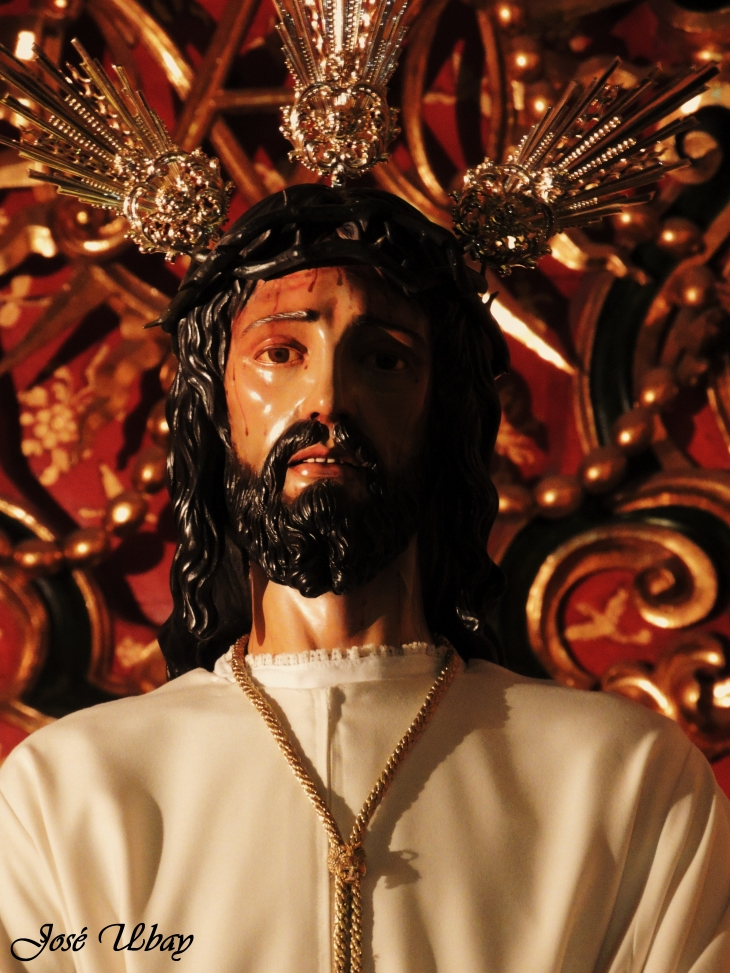
Nuestro Padre Jesús de la Salud, es la última imagen en incorporarse a la Semana Santa de la ciudad.

- Tercera época: Comprende los años de la producción artística del imaginero José Luján Pérez más la desamortización un total de cincuenta años. El peso de la obra de Luján es decisivo en la Semana Santa palmense y comprende toda esta tercera época. De las veintisiete imágenes que salen en procesión en la Semana Santa de la ciudad, trece fueron esculpidas por Luján Pérez. En esta época no creció el número de pasos, sino que fue una sustancial renovación de los antiguos.[6]

- Cuarta época: Tiene su inicio en 1835 y llega hasta nuestros días. El 11 de octubre de 1835, el ministro Mendizábal decretó la supresión de las comunidades religiosas, por ello los frailes se vieron obligados a abandonar sus monasterios. La medida afectó sensiblemente a la Semana Santa ya que fueron suprimidas numerosas fundaciones piadosas. El templo que más sufrió esta medida fue el de san Francisco de Asís, un ejemplo de ello es que las imágenes que recibían culto en la capilla de la portería del convento franciscano como Nuestra Señora de la Soledad, el Señor difunto y san Juan y santa María Magdalena, fueron trasladadas a la iglesia del mismo convento porque la capilla de la portería pasó a ser del cuartel de Infantería.[6]

A pesar de estas circunstancias adversas, los cultos y las procesiones se mantuvieron gracias al esfuerzo de los párrocos y de sus feligreses. En esta cuarta etapa fue creada la junta de Semana Santa, con ámbito interparroquial. Es la primera que se creó en Canarias. La primera manifestación de vida de esta junta la dio el año 1928, al solicitar al cabildo catedral de Canarias que se sacaran en procesión, en la mañana del Viernes Santo, las imágenes del Santísimo Cristo de la Sala Capitular y la Dolorosa de Luján Pérez.

## Salidas Procesionales

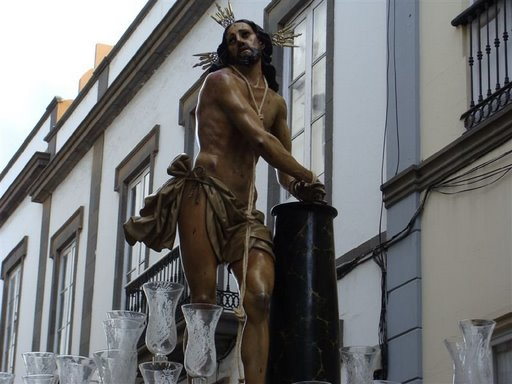
El Santísimo Cristo del Granizo procesiona cada Viernes Santo

### Domingo de Ramos
- Entrada Triunfal de Jesús en Jerusalén

El Domingo de Ramos en la ciudad de Las Palmas de Gran Canaria en la mañana tiene lugar la procesión del Señor en la Burrita, que desde la ermita de san Telmo recorre distintas calles de la ciudad capitalina, la imagen del Señor sobre la Burrita, de autor desconocido, es una imagen de vestir procedente de Valencia. No se tienen datos de su primera salida procesional antes de 1905. Cabe destacar que después de 1956, y durante algunos años, salió en procesión desde la catedral de Canarias a su templo. A la llegada del cortejo procesional tenía y tiene lugar en la actualidad la Eucarístia en el parque de san Telmo.
- Estación de Penitencia de los Nazarenos de Vegueta

En la tarde del Domingo de Ramos tiene lugar desde la parroquia de Santo Domingo de Guzmán en Vegueta la estación de penitencia de la hermandad de los Nazarenos de Vegueta a la catedral de Canarias. El primer paso lo compone la venerada imagen de Nuestro Padre Jesús de la Salud, que salió en procesión por vez primera en 1985 y es obra del conocido escultor José Paz Vélez. Su iconografía corresponde a Jesús cautivo y coronado de espinas. El segundo paso lo compone la imagen de María Santísima de la Esperanza de Vegueta, antigua Virgen de la Misericordías, obra del escultor palmero Arsenio de las Casas, realizada en el municipio de Santa María de Guía en 1892.

### Martes Santo

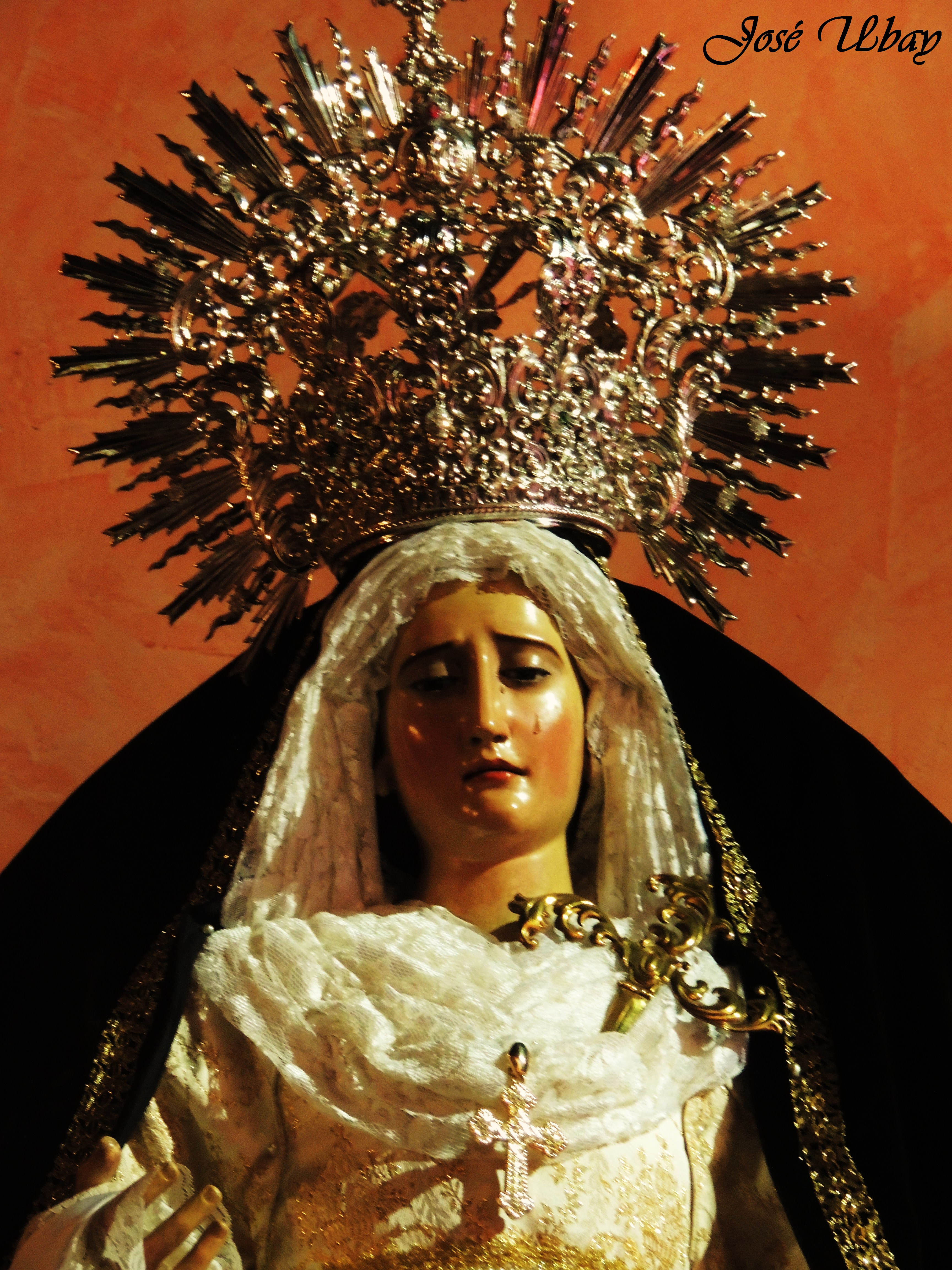
María Santísima de los Dolores de Triana, titular de la Hermandad de Los Dolores de Triana.

- Procesión de Nuestra Señora de los Dolores de Triana

Desde la ermita de San Telmo, antigua capilla de los Marineros, tiene lugar la solemne procesión de Nuestra Señora de los Dolores de Triana que hace estación de penitencia en el santuario de san Antonio de Padua de la calle Perdomo. La imagen de la Virgen procede de Granada, es de autor anónimo y data del siglo XIX. Dicha procesión está organizada por la Hermandad Sacramental de María Santísima de los Dolores de Triana.

### Miércoles Santo
- Procesión del Santo Encuentro o "Del Paso"

La procesión del santo Encuentro de Cristo la organiza la Real, Ilustre e Histórica Hermandad del Santo Encuentro de Nuestro Señor Jesucristo y Cofradía de Nazarenos del Santísimo Cristo con la Cruz a Cuestas y Nuestra Señora de los Dolores de Vegueta Coronada, conocida así popularmente. La salida procesional de las imágenes tienen lugar el Miércoles Santo a las ocho y media de la noche desde la parroquia de Santo Domingo de Guzmán de Vegueta y los encuentros se producen en las distintas calles del histórico barrio de la ciudad, siendo el principal encuentro entre el Cristo y la Virgen en la plaza mayor de santa Ana, haciendo después estación de penitencia en la Catedral de Canarias. Cuatro de las cinco imágenes que salen en procesión son del imaginero grancanario, José Luján Pérez, santa María Magdalena, es obra del escultor teldense, Silvestre Bello.

### Jueves Santo
El Jueves Santo en la ciudad de Las Palmas de Gran Canaria es conocido por las visitas a los siete monumentos que preparan las distintas parroquias, iglesias y conventos de la zona de Vegueta y Triana, así como de otros puntos de la ciudad. Cercana la madrugada del Viernes Santo, a las doce menos diez de la noche, tiene lugar el canto del miserere en honor del Santísimo Cristo del Buen Fin en la ermita del Espíritu Santo.

### Viernes Santo

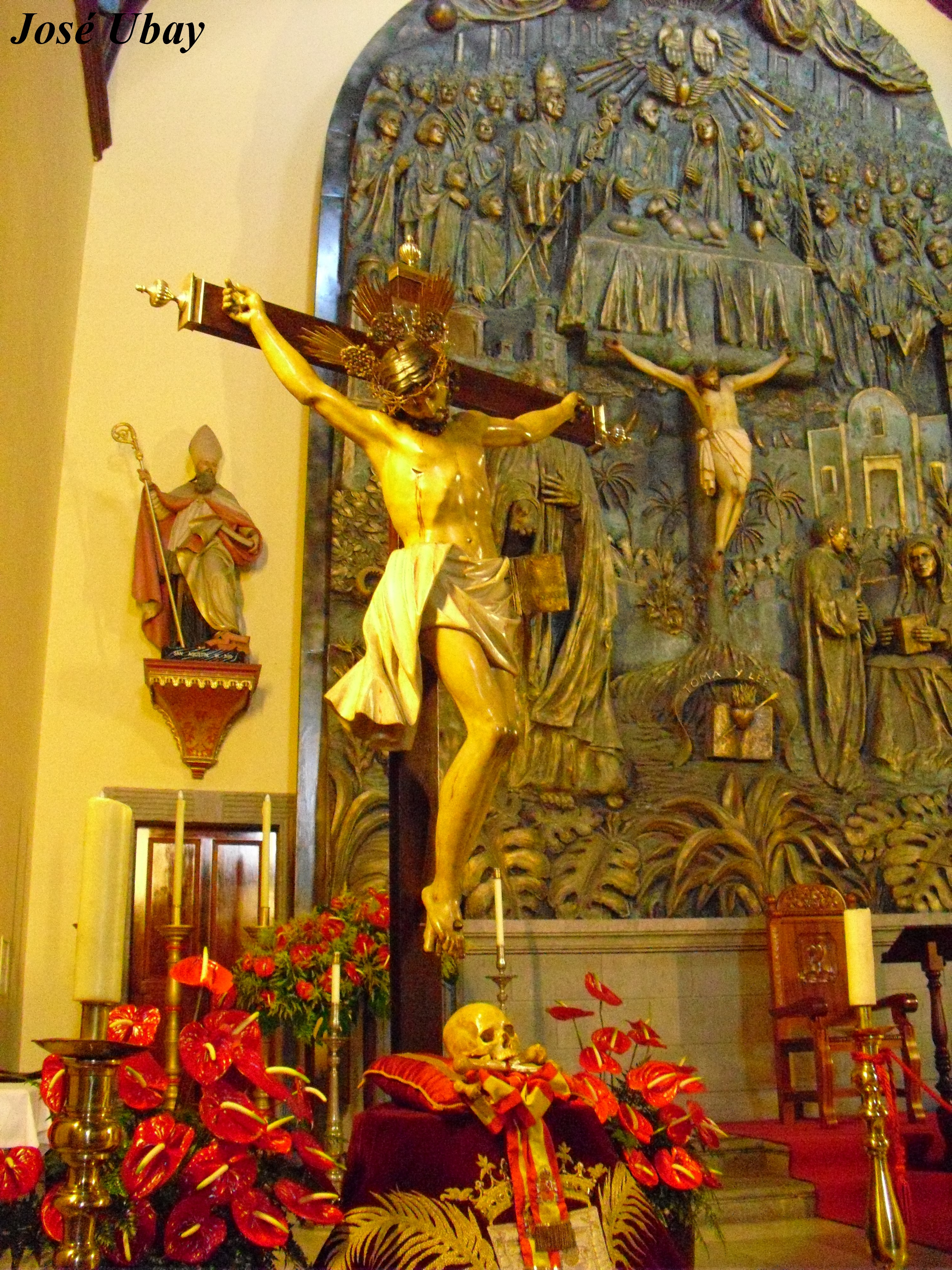
Santísimo Cristo de la Vera Cruz, obra de José Luján Pérez. patrono de Las Palmas de Gran Canaria.

- Vía Crucis del Santísimo Cristo del Buen Fin

A las doce de la noche tiene lugar el tradicional Vía Crucis del Santísimo Cristo del Buen Fin, organizado por la Real Cofradía del Santísimo Cristo del Buen Fin. Dicho Vía Crucis sale por primera vez en la Madrugada del Viernes Santo de 1941. La imagen del Crucificado es de tamaño natural, en pasta de composición desconocida, datada en el último tercio del siglo XVII.
- Procesión del Arte o de Las Mantillas

A las once de la mañana tiene lugar desde la catedral de Canarias, la popular procesión del Santísimo Cristo de la Sala Capitular y Nuestra Señora de los Dolores, conocida universalmente como la Dolorosa de Luján Pérez por ser la obra culmen del escultor grancanario, José Luján Pérez. El Cristo capitular data del año 1793 y es la imagen cristífera más importante del escultor grancanario, la Dolorosa de Luján Pérez data del año 1803, teniendo esta imagen fecha exacta de finalización, según consta en el archivo de la Catedral de Canarias y nos lo expone Santiago Cazorla en su Historia de la catedral de Canarias, fue terminada el 24 de diciembre de 1803. Salió por vez primera en procesión en el año 1928, a petición popular. Esta procesión es conocida como la procesión del Arte por salir en ella las dos imágenes más importantes de su escultor, José Luján Pérez. También se conoce como la procesión de Las Mantillas, por ir en ella las señoras ataviadas con mantilla canaria acompañando al Santísimo Cristo de la Sala Capitular. Al llegar ambas imágenes a la catedral, tiene lugar el sermón de las Siete Palabras que cada año corre a cargo de un sacerdote diocesano.
- Procesión del Santo Entierro de Cristo o Magna Interparroquial

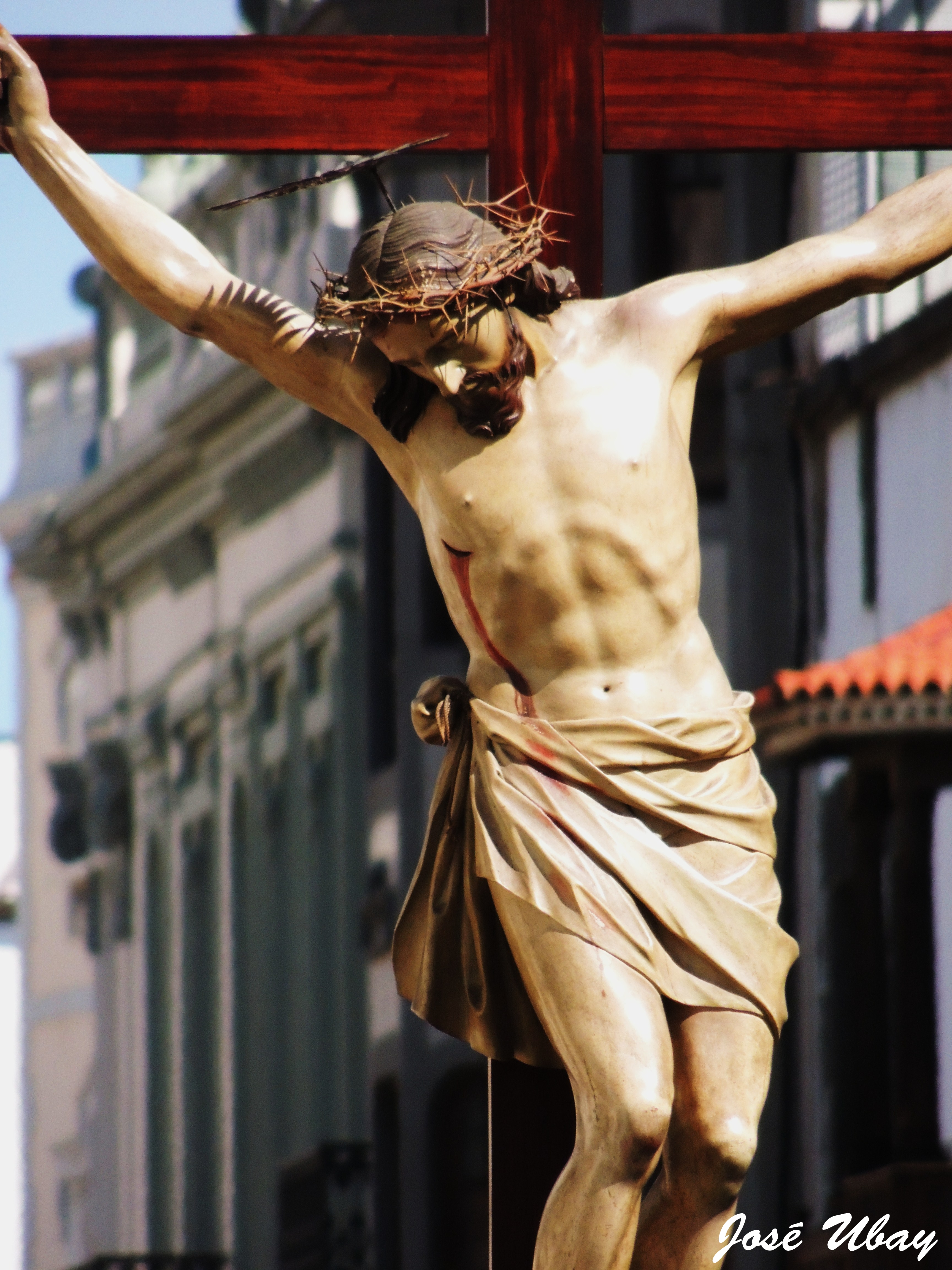
Cristo de la Sala Capitular procesiona el Viernes Santo por la mañana.

En la tarde-noche del Viernes Santo tiene lugar la procesión del santo Entierro de Cristo, también conocida como procesión magna interparroquial. Congrega cada año a más de cincuenta mil personas, en ella procesionan quince pasos. 
- Tronos de la parroquia de santo Domingo:

Desde la parroquia de santo Domingo, salen las imágenes del Señor Predicador y santa María Magdalena. El Cristo es obra de José Luján Pérez y fue encargado por la cofradía del Rosario en 1802 y santa María Magdalena es obra de Silvestre Bello. Tras este paso sale el Santísimo Cristo del Granizo, obra de Tomás Calderón de la Barca que se estrenó en la Semana Santa de 1779 y después lo hacen el Santísimo Cristo con la Cruz a cuestas y la santa mujer Verónica de la hermandad del santo Encuentro.
- Tronos de la parroquia matriz de san Agustín:

Desde la parroquia matriz de la ciudad, san Agustín, salen, el Santísimo Cristo de la Vera Cruz, patrono de la ciudad, acompañado por san Juan Evangelista, ambas imágenes son de José Luján Pérez. Cerrando el cortejo agustino se encuentra la imagen de Nuestra Señora de los Dolores, conocida popularmente como "La Genovesa", se denomina así por su procedencia de la ciudad italiana de Génova. Dicha imagen estuvo en el convento de san Agustín.
- Tronos de la parroquia de san Francisco:

Desde la parroquia de san Francisco de Asís, sale el Santísimo Cristo de la Agonía en el Huerto, obra de José Luján Pérez realizada en 1802 que va acompañado por el ángel san Egudiel realizado por el escultor valenciano Miguel Ángel Casañ en 1958 y estrenado el Lunes Santo de 1959, y los santos apóstoles obra de Arsenio de las Casas, tras dicho paso procesiona el Santísimo Cristo de la Humildad y Paciencia y san Pedro de las lágrimas. El Santísimo Cristo es la imagen cristífera más antigua de la Semana Santa de Las Palmas ya que data el siglo XVI. Fue restaurado por José Luján Pérez en 1804, que realizó la actual imagen de san Pedro de las lágrimas para que acompañara al Señor. Tras este paso hace su salida la Santa Cruz desnuda con san Juan Evangelista y santa María Magdalena. San Juan Evangelista data del siglo XVII y la imagen de la santa de Magdala es de mediados del siglo XX y procesionan juntos desde 1958. Tras este paso tiene lugar el paso del Santísimo Cristo yacente que data de 1920 y se encargó en sustitución de una antigua talla del Señor difunto. El sepulcro es una obra diseñada por el pintor Manuel Ponce de León, tallada en madera y sobredorada, de traza neogótica lleva adosadas pequeñas esculturas que representan a los cuatro evangelistas y cuatro ángeles con las insignias de la Pasión, obra de José Luján Pérez.
Cierra el cortejo Nuestra Señora de la Soledad de la Portería, imagen de profunda devoción y arraigo en la isla de Gran Canaria y que goza también de una gran devoción de personas venidas de otras islas Canarias, acompañada de su Pontifica y Real Archicofradía. Cabe destacar que fue la primera imagen mariana en el archipiélago canario que salió bajo palio.
El punto neurálgico se encuentra en la Alameda de Colón donde se van uniendo los pasos cronológicamente según los acontecimientos de la Pasión de Cristo. Esta procesión es organizada por la Unión de Hermandades, Cofradías y Patronazgos de Gran Canaria y la Pontificia y Real Archicofradía de Nuestra Señora de la Soledad de la Portería.
- Procesión del Retiro y Silencio

Tras la multitudinaria procesión magna de la ciudad, tienen lugar varias procesiones del Retiro en la ciudad, siendo el más antiguo y el más multitudinario el de Nuestra Señora de la Soledad de la Portería Coronada, que nuevamente es acompañada por su Pontificia y Real Archicofradía. La acompañan cerca de tres mil personas, su origen se remonta a antes de 1636 y es conocida como "Procesión del Retiro y Silencio". En Vegueta tiene lugar desde 1999 la procesión denominada del Retiro con la imagen de Nuestra Señora de los Dolores de Vegueta Coronada.

## Hermandades, Cofradías y Patronazgos de la Semana Santa
La Semana Santa de Las Palmas de Gran Canaria aparte de contar con hermandades y cofradías, cuenta también con patronazgos, cosa que la hace única en toda Canarias ya que es esta la única Semana Santa en Canarias que cuenta con patronazgos es decir familias que se encargan de la salida procesional de diversas imágenes que no cuentan con hermandad o cofradía. Las Hermandades, Cofradías y Patronazgos son los siguientes y radican en las siguientes parroquias:
- Patronazgos

Cristo de la Burrita:El patronazgo lo ostenta la parroquia de San Telmo.

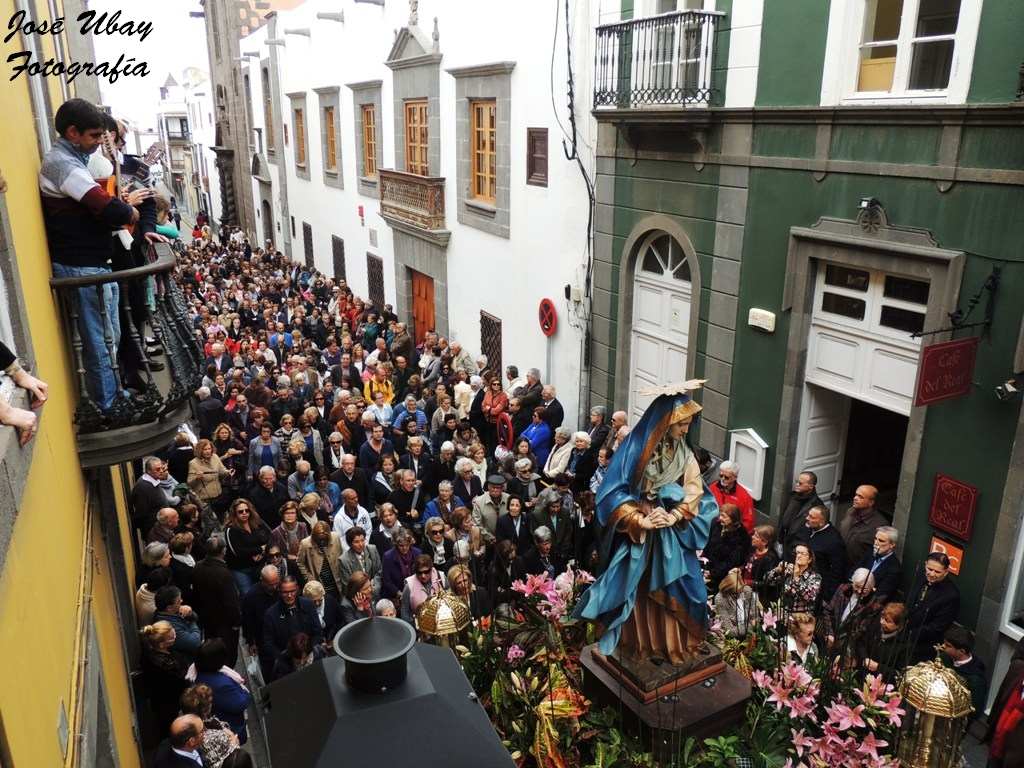
La Dolorosa de Luján Pérez sale en procesión el Viernes Santo por la mañana, es la obra cumbre de su escultor y la Dolorosa que goza de más devoción en el barrio de Vegueta.

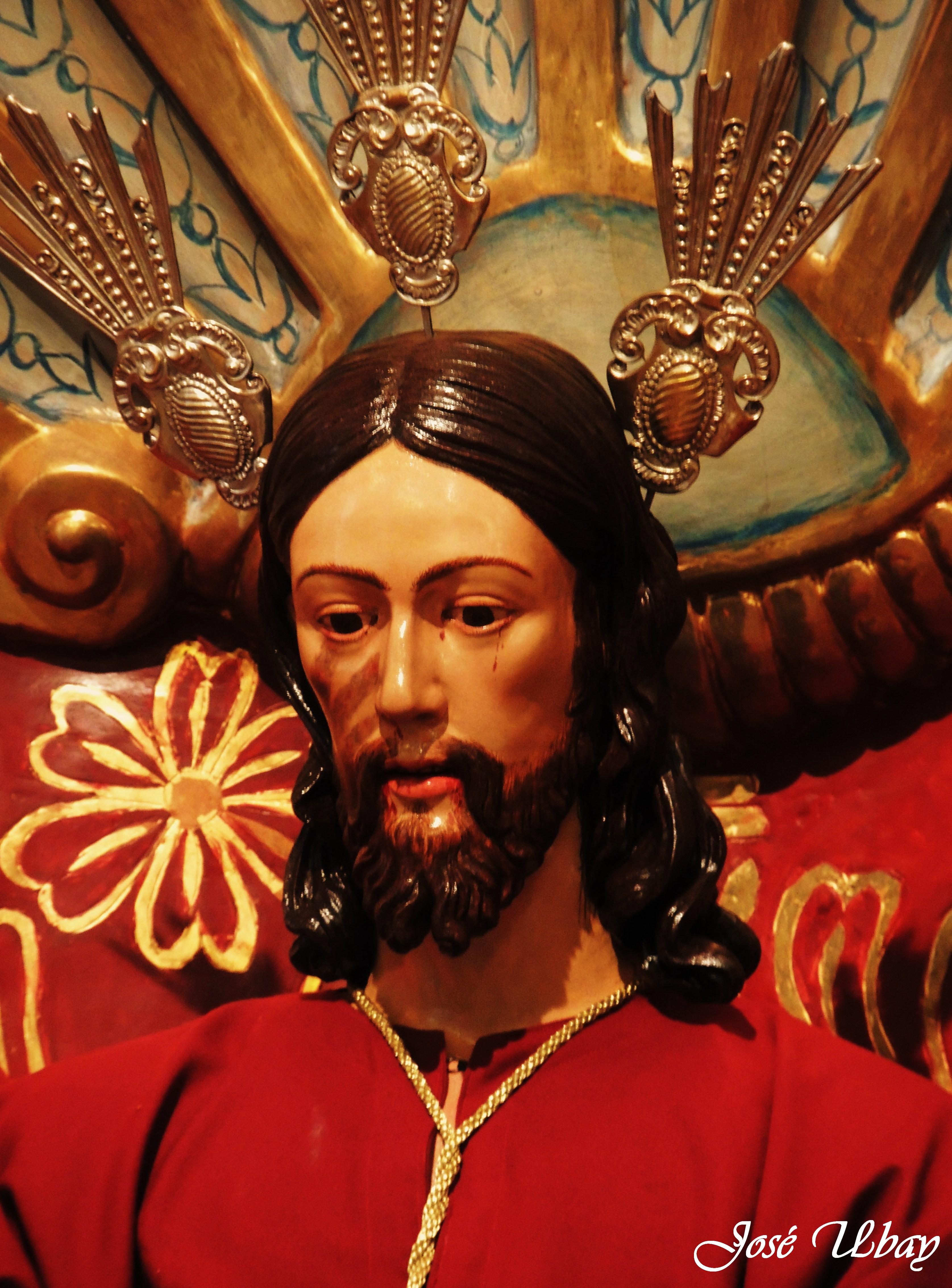
Santísimo Cristo de la Humildad y Paciencia.

El Santísimo Cristo de la Sala Capitular y la Dolorosa de Luján Pérez:El patronazgo del Crucificado lo ostenta la familia Saavedra Acevedo y el de Nuestra Señora de los Dolores la familia Manrique de Lara.
Cristo Predicador: Ostenta su patronazgo la familia Jorge Fierro.
El Cristo del Granizo: Su patronazgo lo ostenta el colegio de abogados de Las Palmas de Gran Canaria.
El Santísimo Cristo de la Vera Cruz: Su patronazgo lo ostenta el ayuntamiento de Las Palmas de Gran Canaria.
San Juan Evangelista: Su patronazgo lo ostenta la familia García del Campo de Ucedo y Rodríguez.
Nuestra Señora de los Dolores "la Genovesa": Su patronazgo lo ostenta la familia Manrique de Lara.
El Señor de la Agonía en el Huerto: Su patronazgo radica sobre la parroquia de san Francisco de Asís.
El Santísimo Cristo de la Humildad y Paciencia y San Pedro de las lágrimas: Su patronazgo lo ostenta la familia Díaz de Aguilar.
El Señor difunto: Su patronazgo lo ostenta Moreira Díaz.
La Santa Cruz desnuda: Su patronazgo lo ostenta la familia Guerra del Río Bosch. La familia Guerra del Río retomó el patronazgo en el año 1982, después de unos años en desuso, de la mano de Don Juan Guerra del Río.
- Hermandades y Cofradías

Pontificia y Real Archicofradía de Nuestra Señora de la Soledad de la Portería Coronada.
Real Cofradía del Santísimo Cristo del Buen Fin
Hermandad Sacramental y Cofradía de Nuestra Señora de los Dolores de Triana, Virgen de las Angustias y San Telmo.
Real e Ilustre Hermandad y Cofradía de Nazarenos de Nuestro Padre Jesús de la Salud y María Santísima de la Esperanza de Vegueta.
Real, Ilustre e Histórica Hermandad del Santo Encuentro de Cristo y Cofradía de Nazarenos del Santísimo Cristo con la Cruz a cuestas y Nuestra Señora de los Dolores de Vegueta Coronada.

## Pasos e imágenes de la Semana Santa de Las Palmas de Gran Canaria
- Cristo de la Burrita

- Nuestro Padre Jesús de la Salud

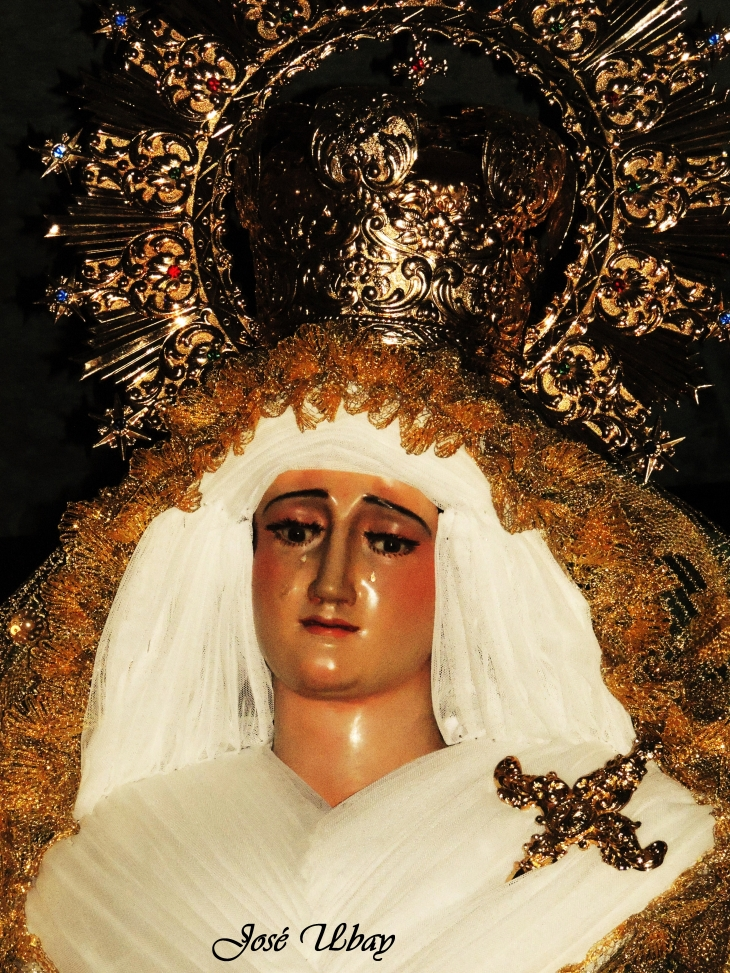
María Santísima de la Esperanza de Vegueta en el traslado a su paso. Año 2013.

- María Santísima de la Esperanza de Vegueta

- Santísimo Cristo con la Cruz a Cuestas

- Nuestra Señora de los Dolores de Vegueta Coronada conocida popularmente como Dolorosa "del Miércoles santo"

- san Juan Evangelista

- santa Verónica

- santa María Magdalena

- María Santísima de los Dolores de Triana

- Santísimo Cristo del Buen Fin

- Santísimo Cristo de la Sala Capitular

- Nuestra Señora de Los Dolores de Luján

- Cristo Predicador con santa María Magdalena

- Cristo del Granizo

- Santísimo Cristo de la Vera Cruz

- san Juan Evangelista

- Nuestra Señora de los Dolores "la Genovesa"

- Santísimo Cristo de la Agonía en el Huerto con san Egudiel,[22] san Pedro, san Juan Evangelista y Santiago el Mayor

- Santísimo Cristo de la Humildad y Paciencia y San Pedro de las lágrimas

- Triunfo de la Santa Cruz, san Juan Evangelista y santa María Magdalena

- Cristo difunto o Santo Entierro

- Nuestra Señora de la Soledad de la Portería Coronada

## Cultos en la Santa Iglesia Catedral
Durante la Semana Mayor, la Catedral Basílica de Canarias se convierte en el centro espiritual de la ciudad con los cultos de la Pasión, Muerte y Resurrección de Cristo, todos ellos presidido por el obispo de la diócesis de Canarias, Francisco Cases Andreu. Los cultos que tienen lugar son los siguientes:
- Domingo de Ramos: Celebración de la Entrada Triunfal de Jesús en Jerusalén.
- Martes Santo: Solemne Misa Crismal. Concelebrada por todo el clero de la Diócesis de Canarias.
- Jueves Santo: Solemne Misa In Coena Domini.
- Viernes Santo: Celebración de la Pasión y Muerte de Cristo.
- Sábado Santo: Solemne Vigilia Pascual de Resurrección.
- Domingo de Resurrección: Solemne Misa de Pascua de Resurrección. Con Bendición Papal.